# U–617
Az U–617 tengeralattjárót a német haditengerészet rendelte a hamburgi Blohm und Vosstól 1940. augusztus 15-én. A hajót 1942. április 9-én állították szolgálatba. Hét harci küldetése során 11 hajót (30 389 tonna) süllyesztett el. 1943. szeptember 12-én semmisült meg.

## Pályafutása
Az U–617 1942. augusztus 29-én futott ki első, negyven napon át tartó őrjáratára Kielből. Első hajóját, egy feröeri halászhajót, a Tor II-t 
1942. szeptember 4-én süllyesztette el.  Szeptember 23-24-én az SC–100-as konvojt támadta a Blitz farkasfalka részeként. Szeptember 23-án elsüllyesztette a brit Athelsultant és a brit Tennessee-t. Szeptember 24-én egy belga hajót, a 4586 tonnányi általános rakománnyal haladó Roumanie-t süllyesztette el.
1942. november 4-én a Földközi-tengerre vezényelték a hajót. Miközben a tengeralattjáró a Gibraltári-szoroson haladt át, észrevette egy brit, Sunderland típusú hidroplán, amely két bombát dobott rá, de azok nem találtak. November 19-én az U–617 eredmény nélkül támadott egy brit konvojt. A kísérő hajók négy órán át próbálták mélységi bombákkal elpusztítani. 1942. novemberben a 29. flottillához helyezték a búvárhajót.
December 28-án a líbiai Bengázi közelében elsüllyesztette a brit haditengerészet HMS St. Issey nevű vontatóhajóját. 1943. január 15-én az U–617 megtámadott egy két teherhajóból és egy felfegyverzett halászhajóból álló flottát, amely Alexandriából Tobrukba tartott hadianyaggal megpakolva. Mindkét szállítóhajó, a görög Annitsa és a norvég Harboe Jensen elsüllyedt.
Negyedik őrjáratára 1943. január 27-én futott ki a búvárhajó. Ennek során közeli kontaktusba került egy ellenséges tengeralattjáróval, de egyikük sem tudott olyan pozíciót felvenni, amelyből tüzelhetett volna.
Ötödik útján, 1943. február 1-jén elsüllyesztette a HMS Welshman brit aknarakó hajót. Február 5-én a tengeralattjáró az AW–22-es konvojt követte, majd megtorpedózta a norvég Henriket és Coronát. 1943. szeptember 6-án elsüllyesztette a brit HMS Puckeridge rombolót Gibraltártól hatvan kilométerre keletre. A portya során két repülőgép-hordozóval (HMS Illustrious és HMS Formidable) is találkozott, de nem tudott rájuk lőni. Szeptember 12-én Marokkó partjainál repülőgépek támadták meg az U–617-et. A mélységi bombák olyan súlyos károkat okoztak, hogy Albrecht Brandi kapitány kénytelen volt a sekély vízbe kormányozni a hajót, majd a legénységgel elhagyni. A roncsot a HMS Hyacinth brit korvett és a HMAS Wollongong ausztrál aknaszedő szétlőtte.

## Kapitány
| Név             | Kezdőnap         | Zárónap              |
| --------------- | ---------------- | -------------------- |
| Albrecht Brandi | 1942. április 9. | 1943. szeptember 12. |

## Őrjárat
| Indulás       | Indulónap           | Érkezés       | Zárónap              |
| ------------- | ------------------- | ------------- | -------------------- |
| Kiel          | 1942. augusztus 29. | Saint-Nazarie | 1942. október 7.     |
| Saint-Nazaire | 1942. november 2.   | La Spezia     | 1942. november 28.   |
| La Spezia     | 1942. december 21.  | Szalamisz     | 1943. január 17.     |
| La Spezia     | 1943. január 27.    | Póla          | 1943. február 13.    |
| Pula          | 1943. március 25.   | Toulon        | 1943. április 17.    |
| Toulon        | 1943. május 31.     | Toulon        | 1943. június 1.      |
| Toulon        | 1943. június 19.    | Toulon        | 1943. július 20.     |
| Toulon        | 1943. augusztus 28. | *             | 1943. szeptember 12. |

* A tengeralattjáró nem érte el úti célját, elsüllyesztették

## Elsüllyesztett hajók
| Nap                  | Hajó            | Nemzetisége        | Vízkiszorítása (brt) |
| -------------------- | --------------- | ------------------ | -------------------- |
| 1942. szeptember 7.  | Tor II          | Feröer             | 292                  |
| 1942. szeptember 23. | Athelsultan     | Egyesült Királyság | 8882                 |
| 1942. szeptember 23. | Tennessee       | Egyesült Királyság | 2342                 |
| 1942. szeptember 24. | Roumanie        | Belgium            | 3563                 |
| 1942. december 28.   | HMS St. Issey*  | Egyesült Királyság | 810                  |
| 1943. január 15.     | Annitsa         | Görögország        | 4324                 |
| 1943. január 15.     | Harboe Jensen   | Norvégia           | 1862                 |
| 1943. február 1.     | HMS Welshman*   | Egyesült Királyság | 2650                 |
| 1943. február 5.     | Corona          | Norvégia           | 3264                 |
| 1943. február 5.     | Henrik          | Norvégia           | 1350                 |
| 1943. szeptember 6.  | HMS Puckeridge* | Egyesült Királyság | 1050                 |

* Hadihajó